# Wendats
« Huron » redirige ici. Pour les autres significations, voir Huron (homonymie).
Les Wendats (anciennement Hurons-Wendats) constituent un peuple autochtone de la famille linguistique iroquoienne originaire du sud de l’Ontario, au Canada. Bien qu'établis à cet endroit à l’arrivée des Européens au XVIIe siècle, la majorité d'entre eux se trouvent aujourd'hui au Québec, en Oklahoma, au Kansas et au Michigan. Les orthographes Ouendat (nom) et ouendat/ouendate (adjectif) sont aussi utilisées.
Lors du premier contact franco-wendat en 1609, les Wendats étaient, d'après les premiers Européens entrant en contact avec eux, organisés en une confédération de cinq tribus ou peuplades distinctes : les Attignawantan, les Attignaenongnehac, les Arendaronon, les Tahontaenrat et les Ataronchronons.
À l’arrivée des Français dans la région, les Wendats étaient en guerre contre les Iroquois. L’alliance franco-wendate et les alliances formées par les Iroquois avec les Néerlandais (qui anéantirent les Adirondacks), puis avec les Anglais, imbriquèrent cette guerre dans celle des puissances colonisatrices. Fusils et couteaux en acier accrurent la mortalité au sein des combats, et dès 1649 les Iroquois massacrèrent les Wendats. Ils prirent un grand nombre de captifs : après une année, suivant les coutumes iroquoiennes, les uns furent adoptés par mariage avec un membre de la tribu iroquoise et les autres torturés et tués.
Un groupe d'environ 300 Wendats catholiques se réfugia près de la ville de Québec après la dispersion de leur peuple par les Iroquois. Leurs descendants y vivent dans la réserve indienne de Wendake, aussi appelé le « Village Huron », près de Loretteville. Un autre groupe, les actuels Wyandots, s’enfuit vers l’ouest, où il trouva refuge dans les États actuels de l’Ohio et du Michigan.
Vers la fin du XVIIIe siècle, les Wendats de l’Ouest obtinrent une position d’importance symbolique en tant qu'« oncles » de la confédération de la Wabash qui combattait aux États-Unis dans les années 1790. Les descendants des Wendats de l'ouest sont divisés en trois groupes : celui des Wendats restés dans le Michigan et l’Ontario (la Nation Wyandot d'Anderdon), un autre groupe conduit au Kansas et un troisième, le plus grand, dans l’Oklahoma.
Les 3 000 Wendats vivant au Québec sont pour la plupart catholiques et francophones, bien qu’il y ait actuellement un mouvement en faveur de l’étude et de l’utilisation de la langue wendate.
Les Wendats de Loretteville sont connus depuis longtemps pour leur production d'artisanat et d'objets traditionnels, entre autres les mocassins et les raquettes de babiche.

## Localisation

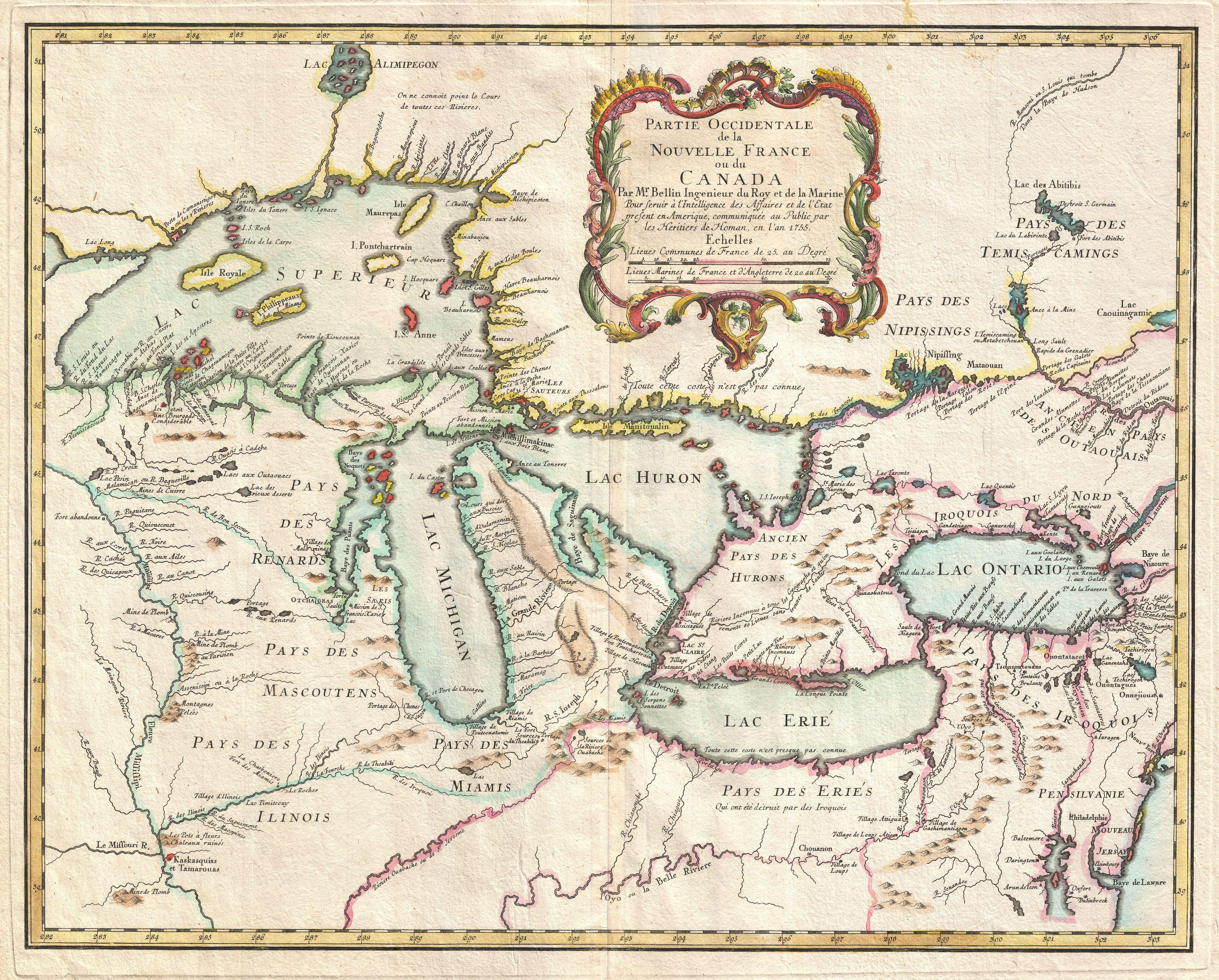
Sur cette carte de 1755, le cartographe Jacques-Nicolas Bellin localise lAncien Pays des Hurons sur les Grands Lacs.

Avant 1649, les Wendats disposaient d’un territoire au Canada et aux États-Unis. Ce territoire de 880 km2, la Huronie, était délimité par la rivière Niagara à l’est, la rivière Sainte-Claire à l’ouest et le lac Érié au sud.
Après leur défaite face aux Iroquois en 1649, un groupe d'environ 300 Wendats catholiques s'installe près de Québec, à Wendake.
L'ancienne seigneurie de Sillery est revendiquée par ces gens de Wendake comme territoire huron, de même qu'une grande partie du comté de Roquemont et le territoire des « Quarante Arpents ».
Après 1649, une autre partie des Wendats fuit vers l'Ouest et s'installe au Michigan et en Ohio puis, après le XVIIIe siècle, ils sont divisés en trois groupes : un au Michigan et en Ontario (la Nation Wyandot d'Anderdon), l'autre au Kansas et le troisième en Oklahoma, dans l'actuelle réserve wendat de Wyandot.

## Ethnonymie
Le nom autochtone de la nation est Wendat, ce qui signifie « insulaire » en rapport avec leur lieu d'habitation sur la presqu'île de la baie Georgienne. Le nom « Huron » leur a été donné par les premiers arrivants français à cause de la coiffure des hommes, semblable à celle des Mohawks et Ojibwés, qui rappelait la hure du sanglier en France.
L'origine de cette terminologie remonte au missionnaire jésuite Paul Le Jeune en 1633 qui cherche à décrire la chevelure de la nation Wendat. Il remarque que la pratique masculine consiste à conserver au milieu de la tête une bande de cheveux, à l'instar d'autres communautés amérindiennes. Le fait de se raser les côtés de la tête a pour but d'éviter que la chevelure s'emmêle à la corde tendue d'un arc et de servir de prise lors d'un corps à corps avec un ennemi. Jérôme Lalemant traite aussi du sujet et rapporte qu'un Français aurait qualifié ces Amérindiens de « hurons » en raison de leur coupe de cheveux ressemblant à une hure de sanglier. Louis Hennepin, vers 1680, indique que le nom huron vient du fait de brûler les cheveux pour n'en laisser que sur le dessus de la tête en forme de hure. Au Moyen Âge, la hure désignait autant la tête d'un sanglier qu'une coiffure ébouriffée d'un homme. Vers 1360, huron désignait la tête hérissée de quelqu'un, de même que le dictionnaire de Nicot de 1606 qualifie de hure une chevelure mal peignée et hérissonnée comme un sanglier.
La nation est ainsi dénommée par ses deux noms en tant que la nation des « Hurons-Wendat ». Toutefois, en avril 2025, la nation retourne aux sources et est officiellement nommé « Nation Wendat » afin de se réapproprier son identité et valoriser sa langue.

## Histoire

### Avant l'arrivée des Européens (avant leXVIIesiècle)
Les Wendats formaient une confédération de cinq tribus distinctes, d'après les premiers Européens entrant en contact avec eux : les Attignawantan peuplade de l'ours, les Attignaenongnehac peuplade de la corde, les Arendaronon peuplade du rocher, les Tahontaenrat peuplade du daim et les Ataronchronons peuplade des marais.
Ils commercent et ont de bonnes relations avec les Pétuns et les Neutres, ainsi qu'avec certaines tribus de la Confédération des Cinq-Nations iroquoises et avec les Algonquiens de la vallée de l'Outaouais : les Outaouais, les Nipissings et les Algonquins.
Avant l'arrivée des Français, ils sont en guerre avec les Iroquois, mais cette guerre régularise le poids démographique de chaque peuple, et les captifs sont souvent adoptés.

### Contact avec les Français
Le premier contact avec les Français remonte à 1609, lorsqu'ils décidèrent de former une alliance militaire et commerciale avec Samuel de Champlain. Celle-ci fut effective en 1616. Les Français sont libres de circuler en territoire huron, et se doivent d'intervenir en cas de conflit. Cela entraîne d'ailleurs les Français dans une guerre avec les Iroquois.
En 1615, des missionnaires récollets sont envoyés chez les Wendats, suivis par les Jésuites en 1625. En 1633, dans le renouvellement de l'alliance, les Français ajoutent une clause : les Wendats sont tenus d'héberger des missionnaires chrétiens.
Un nombre important de missionnaires jésuites se sont installés dans les années 1640 parmi les Wendats dont ils ont appris la langue et l’organisation sociale. Cependant, certains Wendats ont un ressentiment contre les jésuites, allant jusqu’à les considérer comme des sorciers, qui baptisent les gens à l'article de la mort et qui ne sont pas eux-mêmes touchés par les épidémies — qu'ils ont apportées avec eux —.
Les premières conversions datent de cette époque : en effet, le Wendat chrétien a des avantages, car il peut acquérir des marchandises à prix bas, et surtout il peut posséder une arme à feu. Cependant, il se désolidarise du reste du village car il refuse d'aller au combat et de participer à des rituels non chrétiens.

### Guerre contre les Iroquois
Les Wendats sont en guerre contre les Iroquois avant même l'arrivée des Français. Les Attignawantan et les Attignaenongnehac se livrent à des combats contre les cinq tribus iroquoises de la province de New York, et sont bientôt rejoints par les trois autres peuplades wendates qui quittent la rive sud et la rive est de l'Ontario pour se joindre à eux.
L'origine de cette guerre est peu connue, cependant une tradition orale wendate raconte qu'à un endroit, sur la rive nord-est du lac Ontario, une cérémonie hivernale réunissait les Wendats et les Mohawks, une des principales tribus iroquoises. Un Mohawk voulut faire interpréter l'un de ses rêves par un chaman wendat, comme c'était la coutume chez eux. C'était un rêve très violent, dans lequel il était tué. Demandant au chaman wendat d'interpréter son rêve, l'Iroquois fut tué par le chaman, qui prenait ce rêve pour la réalité (les Wendats pensant que les rêves sont des messages destinés à se réaliser dans la vie réelle). Le Mohawk tué étant un personnage important, les Mohawks repartent et déclarent la guerre aux Wendats. Au XVIIe siècle cependant, les réalités géographiques, économiques et démographiques permettent une interprétation moins allusive du conflit. En effet, il peut s'avérer que le simple apport du métal puisse être à l'origine de la nouvelle situation[réf. souhaitée].

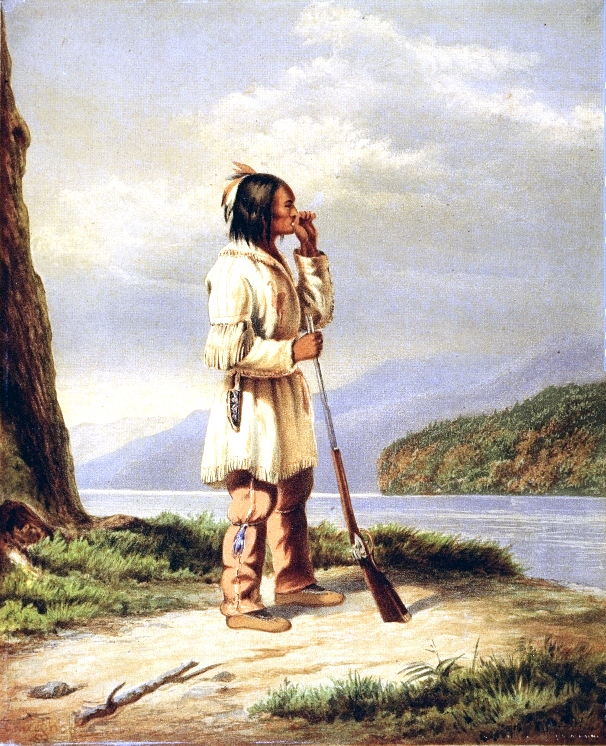
Un chasseur huron-wendat appelant l'orignal, par Cornelius Krieghoff, vers 1868.

Les Amérindiens, par le commerce avec les Européens, découvrent l'apport technologique considérable que constituent les lames métalliques. La demande amérindienne est donc importante et croissante (jusqu'à devenir une dépendance). La contrepartie européenne, quant à elle, est simple : la fourrure, car en Europe, la mode est au feutre et le besoin en cuir est constant. Dès lors, l'accès aux marchandises européennes devient le moteur d'une chasse effrénée à la pelleterie. Mais, à ce titre, tous les Amérindiens ne sont pas égaux. En effet, l'axe français du Saint-Laurent[Quoi ?] ainsi que l'alliance franco-wendate ont tôt fait d'imposer une division nord/sud de la région. Ainsi, par leur situation géographique (autour du lac Simcoe), les Wendats en tant que résidents sur les grandes voies de pénétration nord et ouest, sont rapidement incontournables dans la région (le nord et l'ouest des Grands Lacs s'avérant bien plus riches en peaux que le sud)[réf. souhaitée]. De plus, les Iroquois, déjà bloqués dans leur propre pays par leurs (autres) nombreux ennemis (Mohicans à l'est, Nation du feu au sud et à l'ouest), ne peuvent accéder à des zones de chasse plus étendues.
Le facteur démographique est également à prendre en compte. L'impact des guerres et des épidémies sur la population iroquoise est énorme. La pratique iroquoise veut que l'on pallie les variations de populations en adoptant des membres d'autres tribus. Ainsi, les raids et l'assimilation de larges pans de la société wendat se feront de façon de plus en plus systématique.
En 1647, une tentative de paix échoue, refusée par les Agniers et les Sénécas, et les conflits reprennent en 1648.
En raison de leur infériorité numérique (liée aussi aux maladies apportées par les Européens) et de l'alliance des Iroquois avec les Néerlandais, puis avec les Anglais et d'autres nations autochtones, les Wendats perdent peu à peu la guerre qui devient aussi de plus en plus destructrice avec l'utilisation d'armes européennes (fusils, couteaux).
Les Wendats n'étaient pas démunis de ces armes, mais il existe à ce titre une différence notable entre Wendats et Iroquois. Ainsi, en Nouvelle-France, le commerce d'armes à feu était soumis à la réglementation du gouverneur, et sous contrôle des Jésuites. Ces armes n'étaient donc distribuées qu'avec beaucoup de parcimonie, aux seuls convertis amérindiens (et encore), alors que le commerce des armes à feu avec les autochtones est libéralisé par les Néerlandais (on estime à 300 ou 400 le nombre des arquebuses ainsi vendues entre 1639 et 1645).
Les Iroquois prennent le principal village des Teanaostanaies, représentant 10 % de la population wendate, ce qui suscite la peur à l'intérieur du pays, les femmes refusant d'aller cultiver les champs, ce qui provoque une famine. Puis, les Iroquois lancent des assauts sur les principaux villages wendats, faisant de nombreux morts et blessés, notamment à Saint-Louis[Information douteuse], mais ils sont repoussés à Sainte-Marie par les Wendats, qui tirent avantage des fortifications françaises. Se voyant tout de même vaincus, les Wendats vident leurs villages et décident de se disperser.
Les Iroquois ont pris durant la guerre un grand nombre de captifs ; les uns sont adoptés, les autres tués. Les Wendats étaient affaiblis par les maladies européennes, telle la petite vérole.

### Après la défaite: la dispersion (1649-1651)

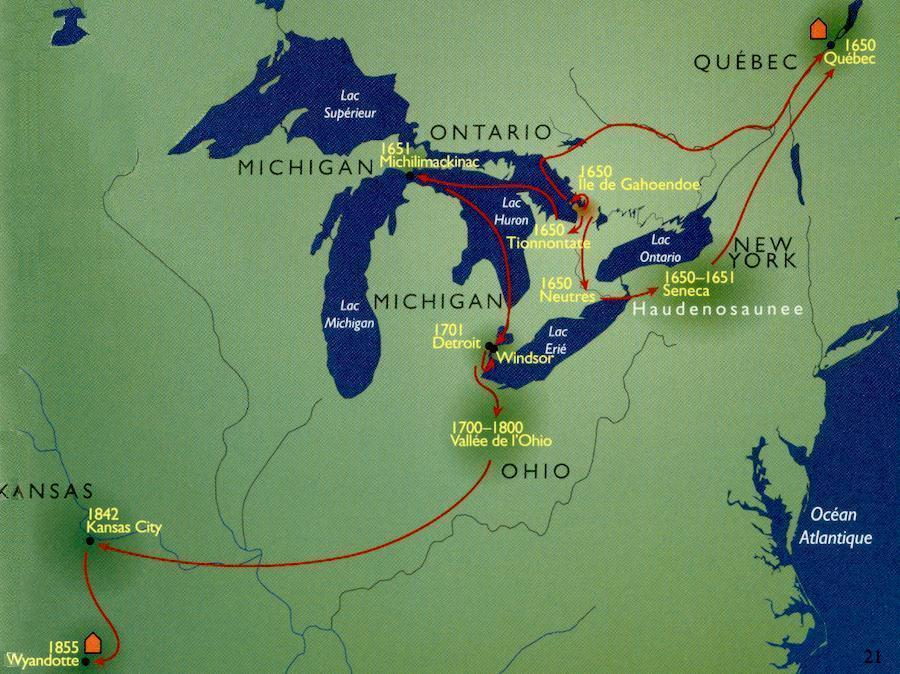
La dispersion des Wendats.

Après 1649, certains Wendats fuient vers l'Ouest et se réfugient dans les États actuels de l’Ohio et du Michigan : ils reçoivent l’appellation de « wyandot(te) » par les Anglo-Américains (notamment dans le roman de James Fenimore Cooper, Wyandotte, publié en 1843). Aujourd'hui dans l'actuel Oklahoma se trouve la réserve Wyandot.
Le groupe le plus important fuit les Iroquois jusqu’à la baie Georgienne, les Wendats hivernent à l’île Gahoendoe, où une grande partie de leur population meurt de faim, à cause du manque de nourriture et de place. Les jésuites, qui avaient temporairement déménagé leur mission à cet endroit, sont tués en même temps et seront connus sous le nom de martyrs canadiens. Au printemps 1650, les principaux Wendats se réunissent et décident d'aller s'établir à Québec.
Peu après, les Wendats sont dispersés : une petite partie s'installe chez les Tionontates mais ils sont la cible d'attaques iroquoises, puis ils iront se réfugier dans le Michigan.
De toutes les tribus wendats, seuls les Tahontaenrat demeurent unis et vont s'installer dans le pays des Neutres puis, en 1650-1651, ils vont s'établir dans le pays Sénéca et sont naturalisés Iroquois.
Un petit groupe de Wendats catholiques s’est réfugié près de la ville de Québec ; leurs descendants y subsistent dans une réserve appelée Wendake ou Village-des-Hurons.

### Installation à Québec (1650-1700)

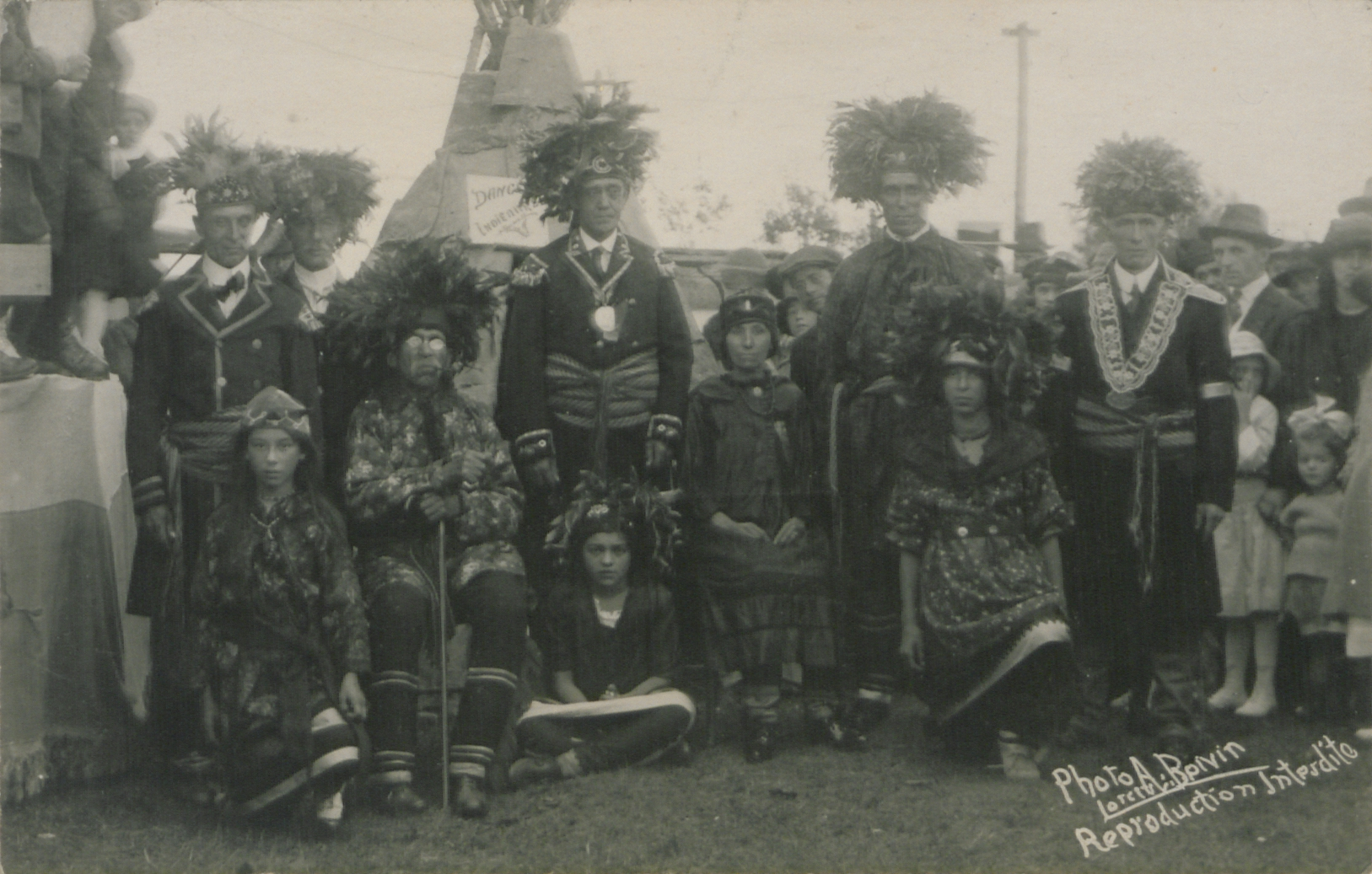
Chef et sous-chefs de la tribune huronne de Loretteville, 1921.

Environ 300 Wendats décidèrent donc de s'installer dans la région de Québec. Mais les Iroquois continuent à venir les harceler. Assez rapidement, ils établissent leur village près de Québec mais le déplacent souvent, afin de trouver un terrain approprié : ils habitent successivement l'île d'Orléans, Québec, Sillery, Beauport, Notre-Dame de Foye et L'Ancienne-Lorette, avant de se fixer à la Nouvelle-Lorette, où ils habitent encore aujourd'hui.
Lorsque les Français signent une paix exclusive avec les Iroquois, en 1653, les Wendats doivent se défendre seuls. En 1697, les Wendats s'installent définitivement à la Jeune-Lorette.
Alors connu sous le nom de « Village-Huron », en 1985 l'emplacement aussi appelé « Roreke » en langue wendat en lien avec le terme « Lorette » change pour « Wendake » en l'honneur de l'ancien pays.

### XVIIIeetXIXesiècles

#### Aux États-Unis

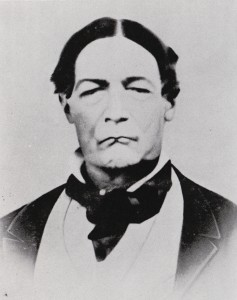
William Walker, chef wendat du XIXe siècle.

Vers la fin du XVIIIe siècle, les Wendats de l’Ouest obtiennent une position d’importance symbolique, comme « oncles » de la confédération de la Wabash, qui combat aux États-Unis dans les années 1790. Les descendants des Wendats de l’Ouest sont divisés aujourd’hui en trois groupes : un certain nombre resté au Michigan et en Ontario (la Nation Wyandot d'Anderdon), un autre groupe conduit au Kansas par le gouvernement des États-Unis en 1842 et un troisième (le plus grand) dans l’Oklahoma. Le gouvernement américain, considérant les Wendats comme « assez civilisés », les émancipera en 1855. Ceux qui refuseront la citoyenneté américaine seront transférés dans la réserve de Wyandot en Oklahoma. Le traité négocié en 1855 prévoit que, en plus de la réserve en Oklahoma, certains terrains, comme le cimetière wendat de la région de Kansas City au Kansas, restent protégés. Le statut de cette protection est néanmoins flou et, dans la première moitié du XXe siècle, des conflits opposent des promoteurs immobiliers désireux de vendre le cimetière à des membres de la population autochtone, notamment l'avocate Lyda Conley, attachée à sa protection.

#### Au Québec

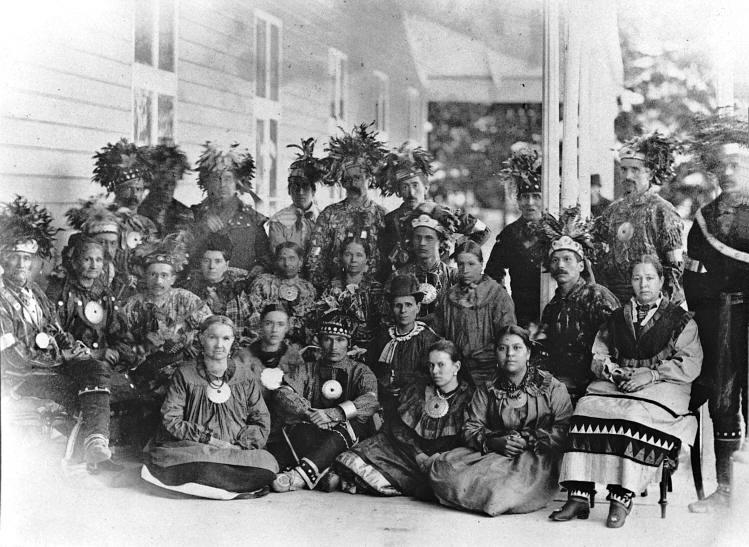
Groupe wendat de Wendake (Lorette) à Spencerwood, Québec, 1880.

La communauté wendate du Québec ne compte au début du XVIIIe siècle qu'une centaine d'habitants. Elle établit aux « Quarante Arpents », territoire rétrocédé par les jésuites aux Wendats, une communauté satellite en 1742.

## Société wendat traditionnelle (avant 1649)

### Organisation sociale
Les Wendats avaient adopté la filiation matrilinéaire : l'enfant fait partie du clan de sa mère et non de son père. L'oncle maternel instruit l'enfant. Il existait une grande liberté sexuelle : en effet, les femmes pouvaient, dit-on, changer de compagnon ou de mari comme elles le voulaient. Le missionnaire Gabriel Sagard ayant côtoyé la population wendat durant la première moitié du XVIIe siècle, explique que de jeunes autochtones peuvent vivre « [...] ensemble pour autant longtemps qu'il leur plaît, sans que cela empêche le jeune homme ou la fille d'aller voir parfois leurs autres amis ou amies librement et sans crainte de reproche ni de blâme, telle étant la coutume du pays. » Chaque Wendat appartient à l'un des douze clans matrilinéaires, les membres d'un même clan ne pouvant se marier entre eux.
Selon l'historien Rolland Viau, aucune législation ne retient le couple de se séparer, le divorce est donc, pour les deux sexes, facilement envisageable. En plus de cela, les disputes au sein d'une union sont particulièrement inconvenantes conformément aux valeurs wendates. Les partenaires peuvent donc prendre la décision d'annuler le mariage sans contrainte législative. Les relations extraconjugales sont également permises au sein de la société.

## Législation chez les peuples wendats
Avant l’arrivée des Européens, les Wendats étaient établis entre le lac Simcoe et les rivières de la baie Georgienne. Ceux-ci possédaient un territoire relativement restreint, de 55 kilomètres d’est en ouest et de 30 kilomètres du nord au sud. Les Wendats avaient établi certaines lois concernant les différents crimes qui pouvaient survenir à l’intérieur des tribus ; ils les divisaient en quatre catégories différentes soit : le vol, la sorcellerie, la trahison, et l'agression, (le meurtre et l’assaut faisant partie de la même catégorie mais pas sanctionnés de la même façon n'ayant pas le même niveau de gravité,).

### Meurtre
Le meurtre était puni beaucoup plus sévèrement que les agressions non léthales. Lorsqu’un membre de la tribu était victime de meurtre, les parents, les frères et les sœurs de cette même victime obtenaient le droit d’exiger la mort du meurtrier ou encore même, d’un membre de sa famille. Cette obligation était dans le but d’honorer les membres des familles. De plus, dans le cas où un membre d’un clan était menacé de mort, même si le comportement et la conduite de ce membre avaient pu causer cette menace, tous les hommes du clan avaient le devoir de protéger cet individu. Les cas de meurtre et d’assassinat pouvaient entraîner un conflit majeur entre différents villages, clans, tribus et confédérations. Ces conflits pouvaient commencer par une simple opposition entre certains membres d’une famille et dégénérer vers une guerre entre nations. Le destin du meurtrier dépendait donc des membres de la tribu qui le soutenaient.

### Récidive du meurtre
Lorsqu’un membre d’une tribu wendat commettait un meurtre, celui-ci était avisé clairement de ne pas récidiver. En cas de récidive, le meurtrier perdait alors l’amitié des autres membres du clan ainsi que du support de ceux-ci. Ce principe s’appliquait chez les Wendats afin de faire maintenir l’ordre et le respect entre les nations sans avoir recours à la peine maximale.

### Vol
Le vol était beaucoup plus difficile à punir chez les Wendats étant donné que le droit de propriété est inexistant dans leurs communautés. Les Wendats ne possédaient que peu de biens et il était dans leurs habitudes de partager ces biens entre les membres de la famille et ceux de la tribu. Les habitations étaient ouvertes et sans surveillance ce qui pouvait permettre facilement à un voleur de commettre un délit. Les Wendats ont donc donné une définition très limitée en ce qui concernait le vol : s’emparer d’un bien par la force ou le sortir d’une habitation sans permission. En d’autres mots, les membres du clan pouvaient prendre possession de tout objet qui traînait et qui n’était pas surveillé. Il n’y avait pas de peine prédéfinie pour le vol. Si la victime voulait récupérer ses biens qui lui avait été pris, elle devait démontrer qu’un autre membre du clan était entré en possession de ce bien et comment il l’avait fait. Cependant, si l’accusé ne répondait pas à la victime, il était automatiquement reconnu coupable. Une fois le voleur identifié, la communauté autorisait la victime ainsi que sa famille à se rendre à la demeure du voleur et à s’emparer de tout ce qu’ils voulaient. Un simple larcin pouvait donc entraîner aux membres du clan du voleur d’énormes pertes.

### Démographie
En 1535, la population wendate comptait de 30 000 à 40 000 individus.
Au début du XVIIe siècle, il y avait au Canada entre 20 000 et 30 000 Wendats.
En 1634, la population s'élève à 18 000 individus.
De 1635 à 1640, leur population est réduite à 9 000 par une série d'épidémies, notamment la variole en 1639, la petite vérole, l'influenza ou la rougeole, maladies contre lesquelles les Wendats n'étaient pas immunisés.

### Urbanisation
Au XVIIe siècle, les Wendats vivaient dans 18 à 25 villages, dont certains comptaient jusqu’à 3 500 habitants, ce qui représente près de 10 % de la population à l'époque.
De 1615 à 1649, ils occupent un territoire de quelque 880 km2, avec une densité moyenne de peuplement de 23 habitants par km2.

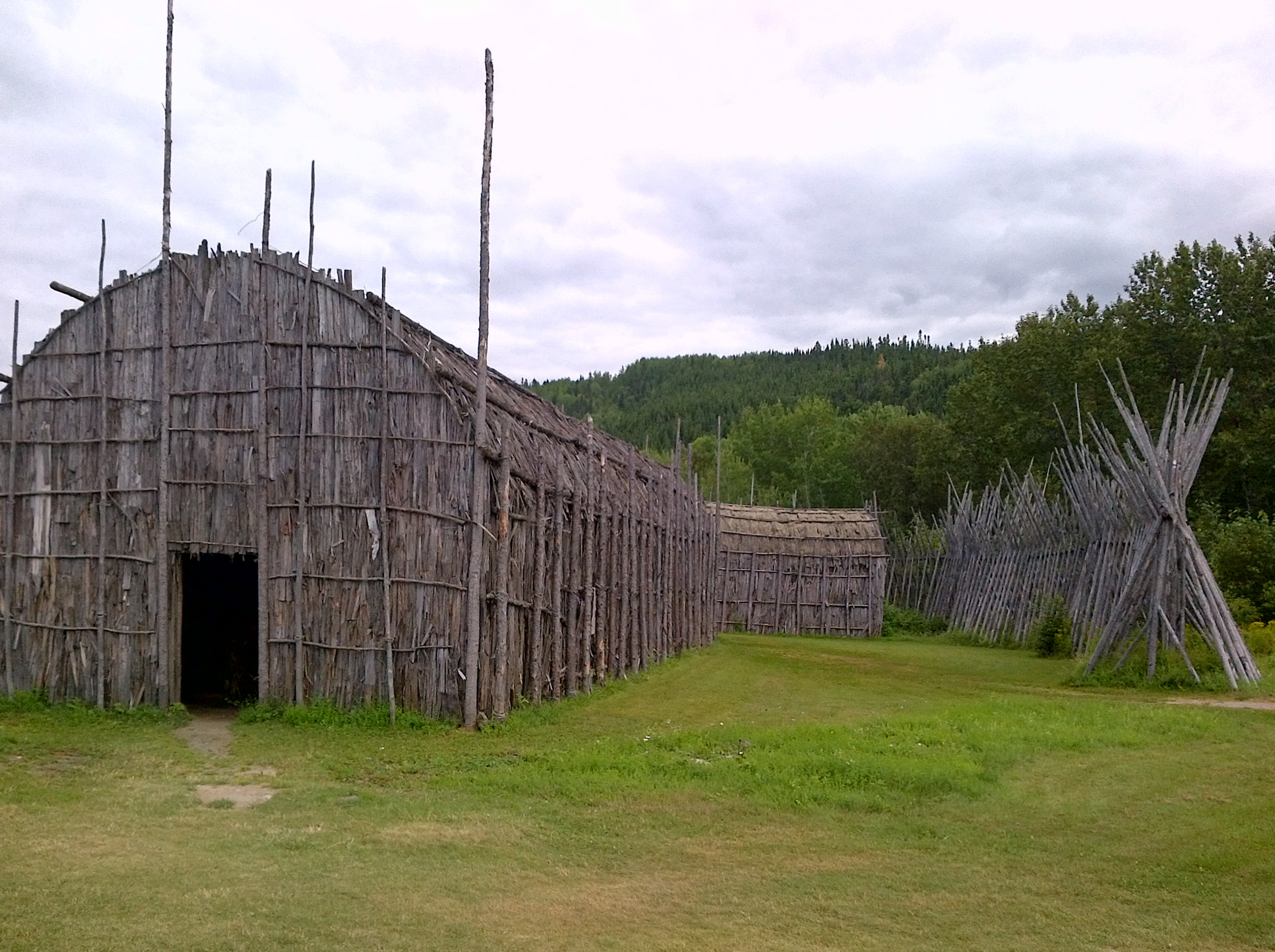
Reconstitution d'une maison longue wendat pour le film Robe Noire, site de la Nouvelle-France, Saint-Félix-d'Otis, Québec, Canada.

Les villages sont situés près d'une rivière et de terres cultivables, nécessaires à l'agriculture wendat. Les villages changent d'emplacements tous les 10 à 15 ans (12 ans en moyenne), en fonction de l'état des sols et du bois de chauffage disponible proche du village ; la population wendat est donc semi-sédentaire.
Leurs villages, généralement surélevés, sont le plus souvent fortifiés par des palissades permettant une défense efficace. Ils occupent généralement une surface de 2 à 3 hectares, les plus grands pouvant aller jusqu’à 8 hectares.
Ces villages se composent le plus souvent de maisons longues (qui abritent chacune une seule famille ou clan), d'une largeur d'environ 7 mètres et dont la taille varie selon la taille de la famille, la plupart mesurant entre 45 et 55 mètres de longueur, certaines pouvant atteindre 90 mètres de longueur. La plus longue jamais découverte mesure 125 mètres de longueur et était située dans l'actuel État de New York. Les plus grands villages pouvaient avoir une quarantaine de maisons longues.
Ces maisons longues étaient faites de rondins arqués ensuite recouverts d'écorce de cèdre, d'orme et de frêne.
Dans le long du corridor central se trouvaient des feux, et sur le côté étaient situées des plateformes surélevées afin de pouvoir dormir.

### Politique
Les Wendats formaient une confédération de cinq tribus.
D’autres peuples iroquoiens de l’époque s’organisaient en confédérations. La plus célèbre est la Ligue des Cinq-Nations des Iroquois ; mais les peuples des Pétuns et des Neutres se composaient eux aussi de plusieurs tribus.
Les conseils réunissent tous les clans (c'est-à-dire familles), comme le clan du Chevreuil, de l'Ours, du Porc Epic, du Serpent, du Loup, de la Tortue, du Faucon…
Deux conseils gèrent la vie du village, et tous les hommes de plus de 30 ans en sont membres. Le premier conseil s'occupe des affaires civiles et le deuxième des affaires militaires.
Théoriquement, les décisions se prennent par consensus, mais en pratique les hommes âgés et les chefs de familles dirigent réellement le conseil, en raison des qualités d'orateur de leurs membres ainsi que de leur statut.
Le gouvernement doit convaincre et unir à la manière d'une démocratie, et l'insubordination mène bien souvent à l'exclusion sociale.
Les chefs sont nommés par les mères de clans.

## Société wendat au Québec (après 1649)

### Statut de la communauté
La Couronne de France aurait octroyé aux Wendats chrétiens la seigneurie de Sillery.
Parce que les Wendats n'avaient aucune connaissance du système français de propriété terrienne, leur territoire était géré par les Jésuites, et ceux-ci auraient pris une bonne partie du territoire au détriment des Wendats.
À partir de 1791, les Wendats réclament la possession de la terre, puis en 1825 le chef de la Nation huronne-wendate se rend en Angleterre pour aller plaider sa cause devant le roi George IV.
En 1853, le Canada leur octroie des terres dans le canton de Roquemont.

### Démographie
Au départ, la communauté ne compte que quelques centaines de Wendats, surtout des Attignaenongnehac. On ne compte que de 400 à 1 000 membres en 1740, puis pas plus de 179 en 1829.
Aujourd'hui, il y a 3 000 Wendats au Québec.

### Urbanisation

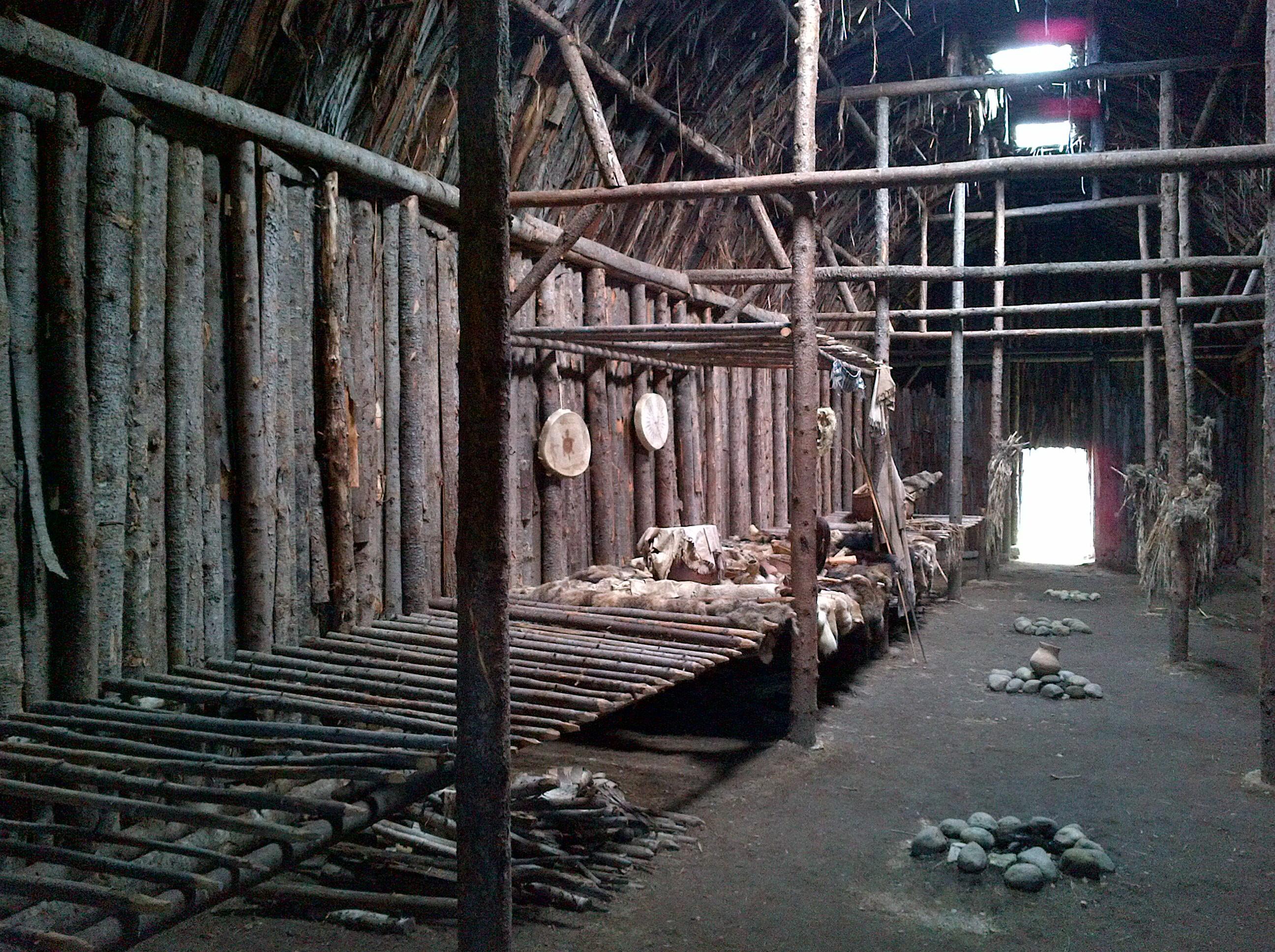
Intérieur de la reconstitution d'une maison longue huronne.

Si au départ les Wendats construisent des maisons longues traditionnelles, celles-ci sont rapidement abandonnées et remplacées par des maisons à l'européenne.
Cependant, la structure du village est influencée par la culture wendate : il n'existe pas de cour intérieure, la porte principale d'une maison étant orientée vers l'arrière d'une autre. Cela vient du fait que dans la culture wendate, il n'y a pas une délimitation aussi marquée entre la sphère privée et la sphère publique. Toutes les maisons sont proches les unes des autres.

### Politique
Les Wendats forment un réseau d'alliances avec de nombreuses communautés chrétiennes de la région, créant la Fédération des Sept Feux.
Il existe quatre clans wendats dans la région : le clan du Chevreuil, celui de l'Ours, celui de la Tortue et celui du Loup. Chaque clan élit un chef civil, qui s'occupe des affaires de son clan et qui ne peut être destitué que par celui-ci.
Les chefs civils élisent, à vie, un Grand chef qui représentera l'ensemble de la communauté.
Il est possible de nommer des chefs de guerre, ceux-ci étant élus en fonction de leur courage et de leurs actes de bravoure.

### Importance de la religion chrétienne
La majorité des Wendats installés à la Jeune-Lorette sont des catholiques convertis par les jésuites.
Ils apprennent le français et les mariages mixtes sont nombreux. Les crucifix remplacent alors les anciennes amulettes.
En 1700, la première chapelle est créée dans la ville, où ils conservent de nombreux objets liturgiques.
Cette chapelle est remplacée en 1730 par une chapelle en pierre. Elle est restaurée en 1835 et agrandie en 1904. L'église abrite des biens de grande valeur culturelle ou artistique.

### Artisanat
Après 1850, les Wendats doivent abandonner la chasse pour diverses raisons : ouverture de nouvelles régions à la colonisation, formation de nombreux clubs privés de chasse, création du parc des Laurentides. Les Wendats se spécialisent alors dans l'artisanat et sa vente : raquettes, paniers, canots, mocassins. Aujourd'hui, Wendake est une des communautés amérindiennes les plus prospères du Québec.

## Corps de police autochtones
Les corps de police autochtones avaient dans les années 1980 leur propre centre de formation afin de former leurs aspirants policiers. Il existait une seule école indépendante de ce genre au Canada qui était établie à Pointe-Bleue, réserve étant située au Lac-Saint-Jean. Ce programme existe depuis 1975, cependant depuis 1977, les corps de police et le centre de formation sont régis par des Autochtones à l’aide d’un conseil spécial. Chaque nation autochtone qui participait à ce programme désignait un membre afin de les représenter au sein de ce conseil. Ce programme avait pour but de protéger les autochtones, d’implanter ses politiques et de faire en sorte qu’une force policière majoritairement autochtone, existe.

### Avantages de ce programme
Dans les années 1980, le programme des centres de formation des policiers autochtones a été mis en place afin de faire diminuer la criminalité et d’améliorer le service policier au sein des communautés autochtones. Les corps de police autochtones veulent engager des policiers qui viennent des réserves, qui sont proches des communautés, qui parle les langues autochtones, etc. Ils croient également que si les policiers possèdent tous ces atouts, ils seront davantage en mesure de prévoir à quel moment ainsi que les lieux où certains incidents peuvent survenir,.

## Économie

### Chasse
Au départ, les Wendats ne faisaient pas de la chasse une activité principale et chassaient avec des outils rudimentaires tels que des flèches, des lances et des arcs.
Pour la chasse au gros gibier, tel l'orignal et au caribou, les familles doivent souvent se déplacer en hiver.
La viande était conservée par séchage, de même que le poisson ou la courge. La peau était tannée et utilisée pour créer des vêtements.

### Agriculture

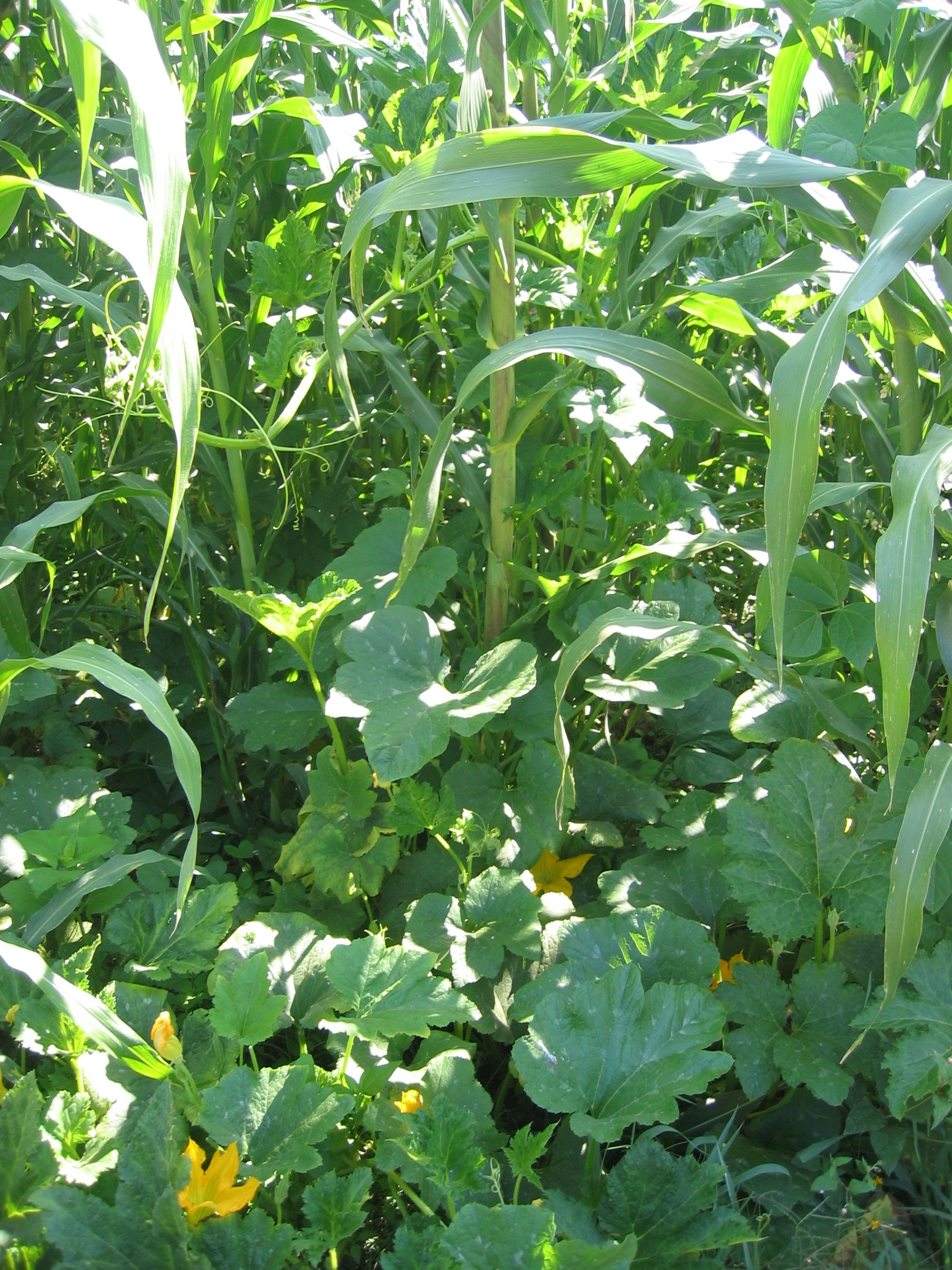
Association culturale maïs-haricot-courge au Mexique.

Au départ, les Wendats cultivent le maïs, les haricots et la courge (appelées les « Trois Sœurs », l'agriculture étant souvent pratiquée par les femmes). Ils cultivent.aussi dans une moindre mesure le tabac, de moins bonne qualité que celui cultivé par les Pétuns et les Neutres, ainsi que le tournesol, utile pour son huile ainsi que pour la fabrication de peintures de guerre. Ils extrayaient la sève d'érable et la faisaient bouillir pour concentrer les sucres afin d'obtenir du sirop d'érable. La pêche est l'activité prédominante, avec notamment la construction de barrages pour pouvoir capturer plus facilement des poissons, la chasse étant de moindre importance à cause du manque de gibier.
Le maïs est la base de l'alimentation (60 % de l'alimentation), et toutes les activités quotidiennes étaient rythmées par le maïs, gage d'abondance de nourriture. Deux espèces étaient privilégiées : le maïs farineux (Zea mays amylacea) et le maïs corné (Zea mays indurata), l'un pour le pain et l'autre pour la sagamité (voir Cuisine). Grâce au maïs, les famines étaient rares.
La saison de végétation durait 195 jours et celle du gel 140 jours.

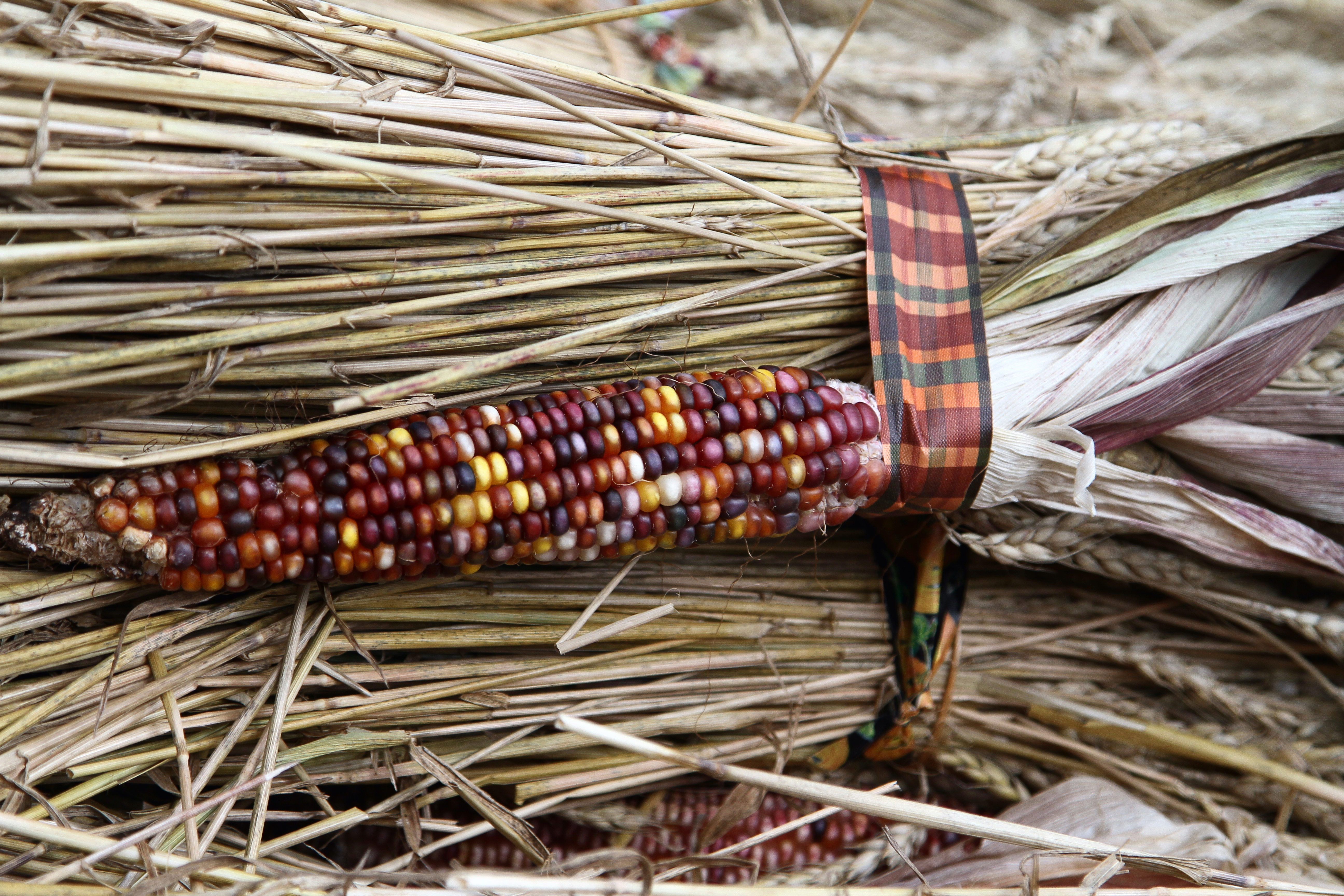
Maïs indien, Zea mays indurata.

Les arbres étaient d'abord coupés. On brûlait les branches et la partie externe de l'arbre, en s'assurant grâce à de la boue que le feu ne se propage pas, et on extrayait la souche pourrie. Certains bois servaient de bois de chauffage ou de construction. Au mois de mai, après le défrichage, les femmes nettoyaient la terre et plantaient les meilleurs grains de la récolte précédente, une dizaine de grains par monticule donnaient une récolte de 100 à 650 grains.
Du tronc du plant de maïs, on suçait la sève et les feuilles servaient à emballer les aliments servis en bouillie, ou elles étaient tressées pour faire une couche (un lit).
Avec les feuilles et la tige durcie, on pouvait aussi confectionner des poupées pour enfant.
Après 1649 et leur installation près de Québec, les Wendats adoptent les cultures occidentales, comme le blé ou le seigle.
Les Wendats pratiquent aussi la cueillette, notamment de baies, de plantes médicinales.

### Distribution des tâches
Étant une communauté nomade, les Wendats avaient essentiellement besoin de chasser et pêcher pour se nourrir mais ils dépendaient aussi beaucoup de l'agriculture. Les femmes, au printemps, effectuaient les travaux aux champs. Dès la fin mars, elles faisaient la récolte de la sève des érables à sucre et des érables rouges. Elles ensemençaient et faisaient l’entretien des champs tel que le désherbage. Durant l’été, elles faisaient la récolte des petits fruits sauvages. À la fin de la saison estivale, elles effectuaient la récolte des cultures ensemencées. À l’automne et à l’hiver, elles faisaient le « gaulage » des noix et des grains et fabriquaient les lanières de portage et des contenants d’écorce pour les récoltes et les cueillettes. En résumé, les femmes Wendat étaient chargées de l'entretien du village, de la coupe des arbres pour entretenir les feux, de l'éducation des enfants, de la cuisine exigeant aussi la confection des poteries, de l'artisanat et de la confection des vêtements. La « mère de clan » (la plus vieille femme de la famille) avait la responsabilité de désigner le Grand chef et avait même autorité sur celui-ci.
Les hommes de leur côté devaient faire les travaux plus exigeants physiquement et ceux demandant de long voyages. Ce sont eux qui effectuaient le défrichage des terres ainsi que la coupe des arbres sur le site de leur prochain village. L’écorçage et le brûlage des herbes et des broussailles sont parmi les tâches que comporte le défrichage. Les hommes font également la culture du tabac qui est considéré comme une plante sacrée, raison pour laquelle les femmes ne cultivent pas le tabac et le creusage des fosses garde-manger pour permettre la conservation de leurs récoltes. De plus les hommes s'occupent de la chasse, de la pêche, de la politique, de la guerre, de la construction, du commerce (le troc) et de l'éducation clanique de leurs neveux et de leurs nièces. Le père étant d'un autre clan, ce sont les oncles qui s'occuperont de transmettre les devoirs et les responsabilités claniques aux enfants de leurs sœurs.

### Défrichage
N’ayant aucune connaissance de l’utilisation des matières fertilisantes, les Wendats voyaient leurs champs s’appauvrir rapidement. Les hommes devaient défricher constamment de nouvelles terres pour éviter de manquer de récoltes. Les 10 à 15 années suivantes, les terres environnantes appauvries et les stocks de bois épuisés, le groupe devait déménager et recommencer en reconstruisant un village. Quelques années avant de déménager de site, les hommes wendat partaient durant l’hiver à la recherche d’un futur site pour leur prochain village. Ils détruisaient par le feu le secteur de forêt ou ils faisaient mourir les arbres en arrachant l’écorce à l’aide de marteaux. Ensuite, ils les cassaient à l’aide de cordage. Pour terminer, les hommes effectuaient la coupe des arbres à l’aide de petites haches de pierre taillée qu’ils utilisaient pour le chauffage. Les communautés qui avaient des relations avec les Européens après les années 1600, commencèrent à troquer des haches de fer contre des réserves de nourriture ou des grains de maïs, ce qui leur permettait d’avoir de meilleurs outils de travail et faciliter leurs tâches. Au printemps, ils écorçaient les arbres pour accélérer leur décomposition ils faisaient brûler les herbes et les broussailles. Après toutes ces étapes et le terrain une fois prêt à être cultivé, les femmes pouvaient ensemencer ces nouvelles parcelles,.

### Méthodes agricoles
Commençant les semailles au printemps lorsque les premières feuilles des chênes commençaient à se développer, les femmes semaient le maïs lors des derniers jours du mois d’avril pour éviter les risques de gelées potentiellement mortelles à leurs semences. Les hommes fabriquaient de petits outils de labour à partir d’un tronc d’arbrisseau, certains étaient munis d’une lame de pierre. Cette houe aidait les femmes à briser les mottes de terre et à sarcler le sol. Ensuite, elles faisaient des sillons et avec l’aide d’un petit bâton de bois, elles creusaient de petits trous pour pouvoir y planter leurs graines. Pour porter leurs grains, les femmes étaient munies d’un petit sac qu’elles portaient à la ceinture. Plantant les plantules dans les trous, elles recouvraient le semis avec leurs pieds. Pendant la période végétative, pour protéger leurs récoltes des prédateurs comme les corneilles et les ratons, ils construisaient des postes d’observation au milieu des champs pour que les vieilles femmes puissent les surveiller. Ces communautés ont une forte croyance aux pratiques des rites spirituels pour assurer un bon rendement de leurs plantations. Selon la plante, les récoltes s’effectuent dans une période différente,.

### Plantes cultivées
Les principales plantes cultivées par les femmes sont le maïs, la fève (haricot) et la courge qui plantées dans le même monticule de terre formaient « Les Trois Sœurs ». Le maïs servait de tuteur au haricot qui s'enroulait autour de la tige de maïs. Le haricot nourrissait la terre en azote et la courge grâce à ses grandes feuilles protégeait le monticule de terre du soleil et préservait donc l'humidité. « Les Trois Sœurs » combinées et mélangées avec de la viande de gibier permettait aux femmes Wendat de préparer une soupe traditionnelle la « sagamité ». Les femmes cultivaient aussi le topinambour, la citrouille et le tournesol. Le tournesol cultivé pour son huile, était surtout utile pour la cuisine et les soins de la peau. les Wendats faisaient aussi sécher les grains de maïs ce qui permettait de produire de la farine de maïs. Avec cette farine, les femmes pouvaient cuisiner un pain traditionnel appelé le « pain bannique », parfois agrémenté de petits fruits sauvages. Au printemps, la sève d’érable était récoltée à l’aide de petits cornets d’écorce. À l’été, la cueillette des petits fruits sauvages tels que la fraise des bois, le bleuet, la mûre, la framboise et la groseille, permettent une diversification de l’alimentation et à rehausser certains mets. Les insectes pouvaient aussi faire partie de leur alimentation. À l’automne, les noix de caryer et les glands étaient récoltés,.

### Conservation des aliments
Après les récoltes, les aliments étaient suspendus et séchés à l'intérieur des habitations  pour assurer leur conservation. Un autre procédé de conservation était l’entreposage du maïs égrené dans des tonneaux d’écorce que l'on installait dans les maisons longues. Une autre méthode utilisée était la conservation des aliments dans des fosses garde-manger creusées dans le sol. Celles-ci étaient d’environ 1,5 mètre de profondeur. Le fond et les parois étaient recouverts d’écorces. Ce système était efficace pour protéger les aliments des prédateurs et des ennemis en temps de guerre. Les aliments étaient aussi entreposés dans des poteries d'argile.

### Conclusion
Pour conclure, l’agriculture a joué un rôle important pour la survie et le développement des communautés Wendats. Les femmes effectuaient tous les travaux agricoles, de l’ensemencement à la récolte et participaient à plusieurs rites spirituels en vue d'obtenir de bons rendements. La cueillette des petits fruits était aussi très importante pour la diversification alimentaire. À l’arrivée des colonies européennes, les échanges commerciaux ont aussi facilité l’agriculture en rendant disponibles aux amérindiens des outils en métal.

## Règle du don

### Définition générale
La règle du don est le centre même de la société wendat, servant à prévenir les inégalités, ce qui correspond à un code de générosité, d’hospitalité, d’échange cérémoniel et assure la circulation et le partage des biens produits, sans recours à un marché et avec une grande signification symbolique. Le don se divise en obligations de donner, recevoir et  rendre. Ce que les Wendats recevaient était, sans exception, rendu, souvent en plus grande quantité que celle reçue. Un Wendat ne faisant pas de réciprocité envers les autres était suspecté de sorcellerie.

### Société égalitaire
La règle du don servait entre autres à exclure les inégalités de la société wendat. Les biens s’échangent exclusivement à l’intérieur des villages wendats sous le signe d’un réseau de partage et de redistribution. Le mépris de la société wendat pour l’accumulation de biens la mène inévitablement vers l’égalité. Le clan est privilégié avant tout. Cependant, s’il reste des biens après la redistribution à l’intérieur d’un clan, c’est le village au complet qui en bénéficie. Les transactions commerciales entre les habitants du village sont complètement interdites. Cet esprit du don s’étend aux relations commerciales avec d’autres peuples.

### Des alliances
Dès le milieu du XVIIe siècle, la société wendat évolue en dépit des nombreuses guerres iroquoises qui la ravagent complètement. Beaucoup de Wendats sont tués et les survivants prennent la direction de Québec pour s’y installer et fuir la barbarie iroquoise. La chasse et la pêche deviendront peu à peu les activités principales des Wendats. Le territoire de chasse, qui s'étend de la région de Québec aux Laurentides, n’appartient pas à la société wendat étant donné qu'elle est venue s’y établir que tardivement comparativement aux autres peuples. Les Wendats n’ont alors pas eu d’autres choix que de conclure des alliances avec certains peuples dont les Montagnais et les Algonquins. À ce titre, une première entente est complétée à Trois-Rivières entre les peuples Abénaquis, Algonquins et Wendats. Il est question de la délimitation des territoires de chasse des deux nations Algonquine et Wendat. Cette entente donnait le droit aux Wendats et aux Algonquins de poursuivre leurs activités de chasse sur le même territoire, qui s’étendait à l’époque sur le celui des Attikameks. Une deuxième entente survient en 1656 avec le peuple Montagnais et permet aux Wendats de chasser conjointement avec eux. Une piste principale de raquettes, défrichée depuis une vingtaine d’années, aurait été découverte au centre de Stoneham en 1676 et confirme l’activité incessante des peuples vivant dans la région.

### Traite de fourrures avec les Français
L'alliance commerciale faite entre les Wendats et les Français est un moment important de l’histoire du peuple Wendat. Les commerçants wendats descendaient la rivière Saint-Laurent annuellement pour échanger leurs fourrures amassées contre des marchandises venant directement d’Europe.
La civilisation wendat s'est rapidement habituée à ces marchandises, sans jamais en devenir réellement dépendante[réf. nécessaire]. La traite des fourrures prend de l'ampleur à partir du début des années 1600. Les Français recherchent des fourrures d'animaux qu'ils ne trouvent plus ou très difficilement chez eux après les avoir presque exterminés. Les fourrures sont très recherchées par la pelleterie de luxe à Paris et dans les provinces et considérées comme très pratiques voire irremplaçables (pour les chapeaux et manteaux d'hiver notamment). Ainsi les peaux de loup, de lynx, de renard, de loutre, de martre d'Amérique, de blaireau d'Amérique et de rat musqué et surtout de castor ainsi que des peaux d’orignal se négocient sans difficultés.
Les marchands français se procuraient également une énorme quantité de glandes de castor (castoréum) qu’ils pouvaient marchander de retour en France. Ces glandes, devenues difficiles à trouver en Europe étaient depuis l'antiquité réputées pour leurs propriétés médicinales dans tout l'occident et jusque dans le monde arabe.
Selon Marc Lescarbot, en 1658 une peau de castor seule se vendait autour de cinquante sous (2,5 livres) en France après avoir atteint 10 livres en 1618 ; en 1626, environ 12 000 à 15 000 peaux de castor ont été exportées via Tadoussac, un important poste de traite à l’époque, selon Charles Lalemant. On raconte qu’en moyenne soixante canots algonquins et surtout wendats, ont descendu la rivière des Outaouais en 1623 pour la traite des fourrures.

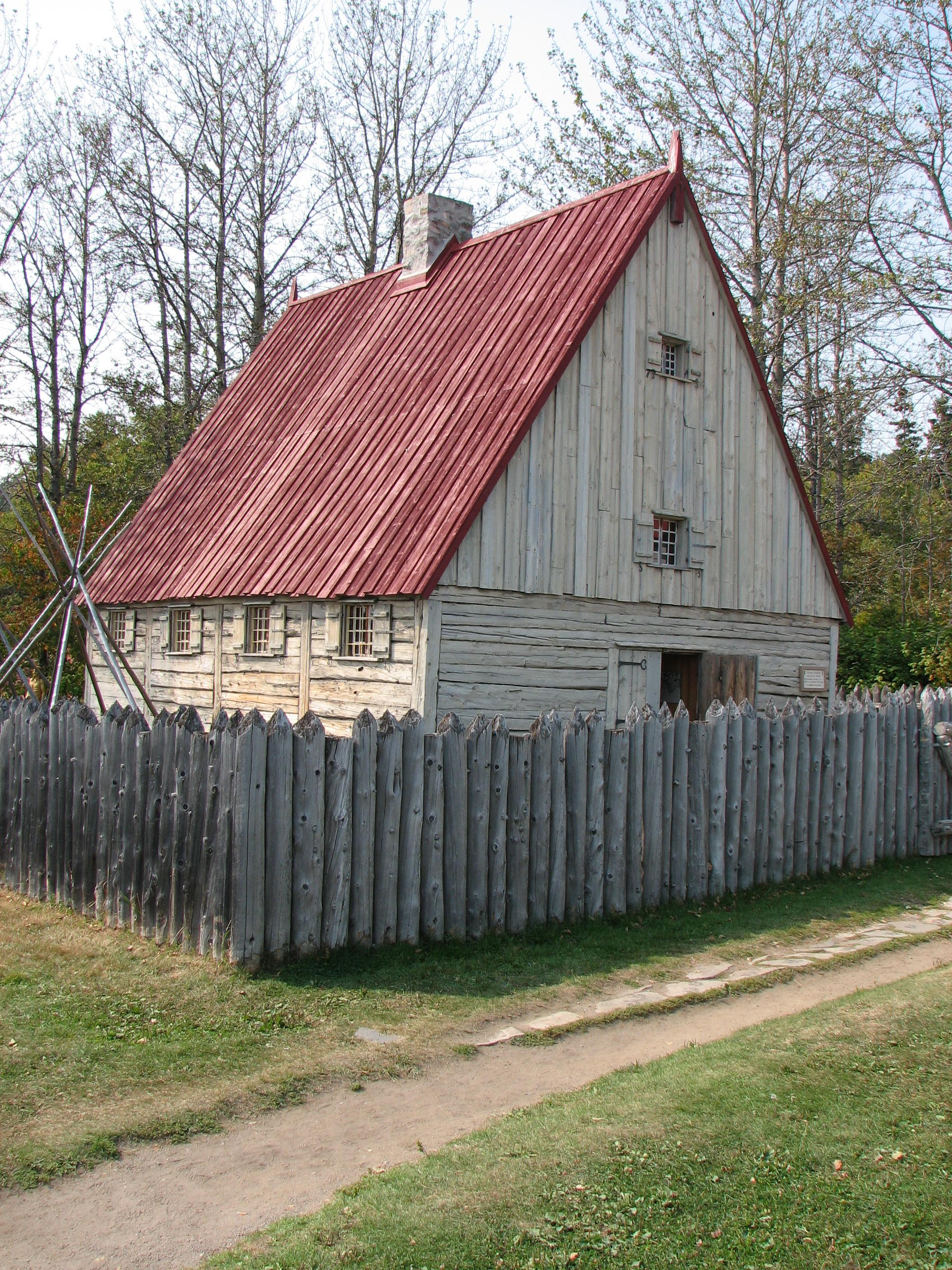
Poste de traite de Tadoussac

Un missionnaire à Lorette, le père Louis Davaugour fait la description de l’importance de la chasse dans la vie des Wendats en 1710.

« Après la récolte des grains, ils se livrent à la chasse des castors, dont les fourrures recherchées sont l’objet principal du trafic au Canada. Cette chasse dure deux ou trois mois. »

## Commerce

### Partenaires commerciaux
Les Wendats sont des commerçants qui font affaire avec de nombreuses nations: les Pétuns, situés dans le territoire actuel du sud de l'Ontario; les Neutres, établis près du lac Érié dans le sud de l'Ontario; les Outaouais, installés au lac Huron dans le territoire de l’actuel Michigan, en Ontario ainsi qu'en Oklahoma; les Nispissing; les Algonquins de la vallée de l'Outaouais; ainsi que, dès 1609, les Français. Le commerce avec ces derniers eut une influence primordiale sur leur présence en Amérique et mena à la création d’une alliance lors des guerres contre les Iroquois et les Anglais.

### Principes commerciaux wendats
Le commerce pour la société wendat est à la fois un échange matériel et symbolique servant à construire des alliances politiques et économiques, car les tribus wendats entretenaient des relations commerciales seulement avec les tribus avec lesquelles ils étaient en paix à l'exclusion des inconnus et des ennemis. C’est pour cette raison que certains chefs wendats se sont mariés avec des femmes algonquiennes afin de forger une alliance. Les échanges commerciaux commençaient toujours par des présents, des discours, des danses afin de solidifier les alliances entre partenaires. Cependant, les Wendats refusaient d’apprendre une autre langue. Si les autres tribus désiraient commercer avec eux, ils se devaient de comprendre et de parler la langue wendat. Il n'était alors pas rare de constater que certaines tribus étaient bilingues.

### Biens recherchés par la tribu
Les Wendats ont toujours été actifs dans le commerce. Lorsqu’ils ne disposaient pas d'un bien, ils se le procuraient. Les Français leur offraient des produits en métal, tels des chaudrons, des haches ou des miroirs.

### Biens échangés par la tribu
Avant l'union franco-wendat, les Wendats cultivaient et échangeaient le maïs et le tabac dont ils disposaient en grandes quantités. Semi-sédentaires, ils subviennent également à leurs besoins grâce à la chasse et la pêche. Ils déplacent leurs campements tous les 15 ou 20 ans lorsque le sol est épuisé. Lors de l'alliance avec les Français, la puissance commerciale wendat reposait sur la production de maïs, courges, fourrures, haricots et tabac. Lorsque la tribu ne possédait pas un bien, elle l’achetait. Leur économie reposait sur la redistribution des acquis plutôt que sur la production de nouveaux biens ou produits,.
Tabac : le tabac est un produit psychoactif manufacturé élaboré à partir de feuilles séchées de plantes de tabac commun (Nicotiana tabacum), une espèce originaire d'Amérique centrale appartenant au genre botanique Nicotiana
Maïs : le maïs (Zea mays), aussi appelé blé d’Inde au Canada, est une plante herbacée tropicale annuelle de la famille des Poacées (graminées), largement cultivée comme céréale pour ses grains riches en amidon et comme plante fourragère
Courges: le terme courge, ou plus rarement cougourde, désigne plusieurs espèces de plantes de la famille des cucurbitacées, généralement cultivées pour leurs fruits comestibles et leurs graines oléagineuses. Le terme désigne également leurs fruits, qui se conservent facilement à maturité et sont utilisés en cuisine comme légume ou donnés aux animaux.
Fourrure : prélevée généralement sur des mammifères sauvages ou d'élevage, juste après les avoir tués, elle doit subir des traitements pour se conserver et rester souple, avant d'être éventuellement transformée en produit fini. Les Wendats échangeaient principalement les fourrures d’écureuil noir et de castor.
Haricots : les haricots, riches en amidon (féculents) et en protéines, jouent un rôle important dans l'alimentation des Wendats.

### Redistribution des biens
Les marchandises circulaient plus que les hommes, grâce à une chaîne d’intermédiaires. Par exemple, les Wendats obtenaient leurs wampums des Susquehannocks, qui eux, l’obtenaient des producteurs côtiers de l’Atlantique. Les Wendats vendaient généralement leurs produits aux peuples voisins, mais servaient également d’intermédiaires.

### Ampleur du commerce wendat
Les Wendats étaient reconnus pour leur puissance commerciale auprès des nombreuses tribus autochtones d’Amérique du Nord. En effet, un réseau routier de plus de 300 km reliait entre eux les villages wendats et s'étendait un peu partout en Amérique du Nord. À l’aide de ces sentiers et d’un réseau de lac et rivières, il leur était possible d'étendre leur puissance commerciale à travers le territoire actuel du Canada et des États-Unis. Les Wendats ne se déplaçaient que très peu avant le début de la traite des fourrures. Tout se faisait par intermédiaires.

## Culture traditionnelle wendat

### Langue
La langue Wendat est une langue iroquoienne. Les Wendats étant dominants dans la région du sud de l'Ontario jusqu'en 1649, et étant les principaux commerçants, le wendat était devenu la langue du commerce et de la diplomatie.
Au Québec, les mariages mixtes ont fait tomber en désuétude la langue wendat. À Wendake, communauté autochtone wendat située à proximité de la ville de Québec, les panneaux de signalisation routière bilingue sont affichés en français et en langue wendat, par exemple le panneau ARRÊT indique ARRÊT/SETEN.

### Religion traditionnelle
Les Wendats étaient animistes, croyant que tous les objets inanimés, les animaux et les personnes possèdent un « esprit »  et qu’il fallait le respecter.
Le Wendat honore aussi le Créateur.
Le rêve est important dans la société wendat, contenant un message à prendre au sérieux. Chacun est tenu de raconter ses rêves et d'obéir aux messages qu'ils contiennent.
Le maïs, par sa place prépondérante, influence fortement les croyances wendats. Le temps étant vital pour la culture du maïs, la pluie est très attendue. En cas de sécheresse, les Wendats font appel à un chaman, harmonisateur de l'univers. Pour sauvegarder le cycle perpétuel, il s'adresse à l'ancêtre Louskeha, qui veille aux forces cosmiques.
Outre les festins associés à la vie wendat, la fête des morts détient une importance prépondérante. Lors du déplacement du village, les ossements de tous les morts sont déterrés et transportés dans un cimetière central commun à plusieurs villages. On enterre alors de nouveau les ossements dans un tumulus. Avant de mettre les os dans l'ossuaire, on en retirait les derniers morceaux de chair et de vêtements, puis on les y jetait tous ensemble. Cette fête, permettant la cohésion entre les différents villages, était un moment privilégié où l'on se racontait des histoires et faisait la fête toute la nuit.
Le contact avec les missionnaires chrétiens amena certains Wendats, ne comprenant que peu leurs enseignements religieux, à les considérer comme des chamans, des sorciers, car ils baptisaient les Wendats peu avant leur mort et n'étaient pas touchés par les épidémies.
De nombreux Wendats se convertirent au christianisme.

### Fête des morts
Les peuples autochtones du Québec sont très proches du monde spirituel. Les Cris ou les Abénaquis, ainsi que les Iroquois attachent une importance particulière au monde des défunts et célèbrent la Fête des morts.

#### Origines de la fête des morts
La spiritualité tient une place très importante dans la vie des Iroquois. Les Iroquois, dont les Mohawks, ont une relation très étroite avec les esprits. Une fête très importante dans leur vie est la Fête des morts (Okiweh dans leur langue). Cette fête souligne l’importance du rôle de la mort dans leur culture. Ce qui est à l’origine de la fête des morts, selon les Mohawks est la conviction qu’il y a une vie après le décès. Selon Keven Deer, un Mohawk résident à Kahnawake, la mort est quelque chose de beau et leur peuple cherche à la comprendre. Ce qui veut dire que la mort n'est pour eux qu’une simple étape. Selon eux, les esprits des morts sont à tout moment en relation avec les vivants. Chez les Wendats également la relation avec les morts prend une place très importante. On le constate notamment dans les écrits des jésuites qui rapportent des croyances et des activités rituelles, comme le fait de rassembler tout le matériel dont le défunt aura besoin après sa mort. Pour ce peuple, la fête des morts est un grand soulagement des vivants par rapport aux obligations qu’ils avaient envers les défunts,.

#### Quand la fête avait-elle lieu?
La fête des morts était célébrée chez les Wendats ou les Iroquoiens tous les huit, dix et douze ans. Les anciens s’assemblaient pour déterminer l’endroit et la date où aurait lieu la fête des morts,  Lorsqu’un village préparait la fête, il avertissait les autres tribus pour que leurs membres puissent y apporter les ossements de leurs parents ou simplement y assister. Avant 1638, les autochtones se regroupaient pour la célébrer, mais lorsque les jésuites arrivèrent dans ces contrées, cinq villages wendats la célébrèrent séparément dans leur village et ils déposèrent les corps dans une fosse distinctive pour chaque village.

#### Déroulement de la fête
La fête comportait sur plusieurs cérémonies, la principale étant celle de la chaudière. Il s’agissait de creuser une fosse commune à l’extérieur du village qui devait être très large et très profonde pour pouvoir accueillir les ossements et les présents donnés aux morts. Les ossements, avant d’être apportés dans la fosse, étaient nettoyés et lavés et par la suite étaient enveloppés dans de belles peaux de castor avec des perles et des colliers de wampum donnés par les parents et amis. Tous les paquets d’ossements étaient apportés à la fosse, transportés par les familles. Avec les ossements, ils apportaient des peaux, des haches, des chaudières, toutes sortes d’articles de valeur et beaucoup de nourriture. Tous les paquets d’ossements étaient placés sur une plateforme. Par la suite, ils tapissaient la fosse de peaux de castor. Les ossements étaient ensuite déposés, recouverts de peaux, d’écorce d’arbres et enterrés en recouvrant le tout de gros morceaux de bois. Ils érigeaient une clôture de pieux autour de la fosse. La cérémonie se terminait par un grand festin puis chacun retournait d’où il était venu.

#### Fête des morts selon les Mohawks
Pour le peuple Mohawk, la fête des morts sert à rétablir l’équilibre spirituel d’une personne qui serait affectée par un déséquilibre. Ce débalancement peut dater du vivant de la personne et l’offense peut être volontaire ou involontaire. Pour pouvoir faire la paix avec l’esprit, il fallait que la personne témoigne toute la reconnaissance qu’elle avait envers elle. En d’autres termes, la fête des morts, selon eux, serait comme la fête de l’Action de Grâce (Thanksgiving) durant laquelle les personnes expriment toute leur reconnaissance pour leurs ancêtres.
En conclusion, la fête des morts est une fête très importante dans la vie spirituelle des Iroquois, des Wendats et des Mohawks.

### Cuisine
Parmi les ustensiles de cuisine issus de l'artisanat wendat, on trouve des pots qui servaient à cuisiner, à emmagasiner de la nourriture ou à transporter de l'eau. Ils sont munis d'un bec verseur en V et leur taille varie, pouvant atteindre un mètre de diamètre.
Les couverts utilisés étaient les couteaux, les cuillères et les écuelles, creusés dans les nœuds d'arbres avec des dents de castor.
Lors des repas wendats, il était commun d'apporter ses propres couverts pour le repas ainsi que de rapporter les restes de nourriture chez soi.
Le repas de base est constitué de pain amérindien ainsi que d'une soupe épaisse appelée sagamité, composée de maïs, de pois, de fèves (haricots) ou de riz sauvage avec de la graisse de cerf, de la viande ou du poisson.
Le maïs constitue l'ingrédient de base de la cuisine wendat, et il existe aussi énormément de façons de le préparer, notamment : le faire bouillir, le cuire sous les cendres, le faire fermenter plusieurs mois dans de l'eau…
On séparait alors la farine de l'enveloppe du grain, la farine servant à créer du pain ou de la pâte, alors que l'enveloppe était utilisée pour la soupe au poisson.
Les repas à base de viande étaient constitués de dindon sauvage, de cerf, de loup, de chien, de chat sauvage (raton laveur), de petit gibier ou de poisson.
La tradition wendat des festins est très importante. Il fallait rendre grâce au Créateur, le remercier, et organiser des fêtes au cours desquelles celui qui invitait ne pouvait pas manger. C'est à chaque fois une fête obligatoire qui pouvait durer jusqu’à vingt-quatre heures.
Ces repas sont décrits par les Jésuites. Il existe plusieurs types de repas : ceux où l'on ne fait que fumer la pipe, le festin où l'on mange et danse, le festin de grâce, le festin pour la guérison d'une maladie ou le festin pour une personne à l'article de la mort.

## Situation contemporaine
Les 3 000 Hurons-Wendats de Loretteville, au Québec sont surtout catholiques et francophones, bien qu’il y ait actuellement un mouvement en faveur de l’étude et de l’utilisation de la langue wendat. Ils sont connus depuis longtemps pour leur production d'artisanat et d'objets traditionnels, entre autres, les mocassins et les raquettes de babiche (peau de cerf). Le 27 avril 2025, La Nation wendat se départira de l’appellation « huron ». À l’unanimité, les membres présents à une assemblée prévue pour traiter de la question ont tranché : la Nation huronne-wendat se départira de l’appellation « huron ».
En 1999, les représentants des groupes wendat au Québec, dans le Kansas, dans l’Oklahoma et dans le Michigan se réunissent dans leur ancienne patrie à Midland, en Ontario, afin de rétablir formellement la Confédération wendat.

## Dans la culture occidentale
En France, la figure du Huron a souvent été utilisée dans le cadre d'un dispositif narratif permettant de poser un regard « extérieur » sur nos institutions. Dans ses Dialogues curieux entre l'auteur et un sauvage de bon sens qui a voyagé, le baron de La Hontan met en scène un Huron qui critique la société sur le thème du bon sauvage.
Dans un conte philosophique de Voltaire, L'Ingénu, le héros est un jeune Huron qui arrive en France. Le regard étranger du Huron permet à Voltaire de s'interroger sur certaines des coutumes françaises qui peuvent paraître singulières à un étranger, et lui permettent de critiquer notamment les Jésuites et les Jansénistes.
C'est de ce roman que vient l'expression un Huron pour désigner une personne aux mœurs sauvages. En 1962 encore, le juriste administratif Jean Rivero reprend ce trope du Huron débarqué en France dans un article important du droit administratif moderne intitulé "Le Huron au Palais-Royal", où le visiteur d'Outre-Atlantique sert à l'auteur de relais pour célébrer le dispositif du recours pour excès de pouvoir tout en mettant en lumière ses limites pratiques.
Le Dernier des Mohicans met en scène la guerre entre les Hurons-Wendats alliés des Français et les Iroquois alliés des Anglais.
Les jeux vidéo American Conquest et Europa Universalis 3 permettent de diriger la nation huronne, tandis que le jeu Age of Empires III : The Warchiefs permet de s'allier aux Hurons-Wendats en tant que tribu mineure afin d'en développer les guerriers et technologies.
Dans son livre Dans le grand cercle du monde, l'écrivain canadien Joseph Boyden mêle les récits d'un chef Wendat, d'une fille iroquoise captive des Wendats et d'un Jésuite français au début du XVIIe siècle.

## Communautés wendates
- Nation wendat de Wendake, enclavée dans la Ville de Québec : 2 999 membres dont 1 307 résidants et 1 692 non-résidants[45].
- Nation wyandot d'Anderdon dans l’Ontario du sud et le Michigan, QG à Trenton, Michigan : 800 membres environ.
- Nation wyandot du Kansas, QG à Kansas City, Kansas : quelque 400 membres.
- Nation wyandotte de l'Oklahoma à Wyandotte, Oklahoma : entre 3 000 et 4 000 membres.

### Fictions littéraires
- (en) Joseph Boyden, Dans le grand cercle du monde, Le Livre de Poche, 2015
- (en) James Fenimore Cooper, Le Dernier des Mohicans, Flammarion, 2011